# 쿠키건강TV
쿠키건강TV는 종합일간지 국민일보의 자회사인 쿠키미디어가 온라인 종합미디어 쿠키뉴스와 함께 운영하고 있는 건강전문 방송채널이다. 
케이블과 IPTV(KT 169번, SK 255번, LG 176번), 스카이라이프(162번)를 통해 전국 2500만 가구에 송출하고 있다. 유튜브, 네이버TV 등 온라인 영상 플랫폼에서도 다양한 쿠키건강TV의 콘텐츠를 만나볼 수 있다. 
소재지는 서울특별시 금천구 가산디지털2로 95이다.

## 연혁
- 2005년 6월 : 국민방송센터 설립. '쿠키방송' 개국(인터넷방송)
- 2008년 5월 : 쿠키미디어주식회사 설립
- 2008년 11월 : '쿠키건강TV' 개국(케이블, IPTV, 위성방송)

## 자체제작 프로그램
- 처음人사람
- 원데이 클래스 시즌1,2
- 호모 플라스티쿠스
- 메디컬 해시태그
- 원바디 피트니스 스타 시즌1,2,3
- 데일리 건강
- 온에어 닥터스
- 저스트 핏
- 내 몸 레시피
- 처음 만나는 요가
- 매운부부
- 이선경의 필라테스
- 바른생활
- 쿠키건강뉴스

## 상훈
- 2021년도 방송콘텐츠 제작역량평가 '매우 우수 채널' 선정